# Jean-Barthélémy de Launoy
Jean-Barthélémy de Launoy (fréquemment appelé "Jean-Barthélémy Launoy" sous la Révolution) est un homme politique français né le 15 mars 1753 à Thin-le-Moutier (Ardennes) et mort le 6 août 1807 à Vervins (Aisne).

## Biographie
Avocat à Vervins, il est élu député de l'Aisne au Conseil des Anciens le 24 vendémiaire an IV dans le cadre des élections législatives de 1795. Il est suspendu le VI frimaire an VI en raison de la présence de son frère sur la liste des émigrés. Après le coup d'État du 18 brumaire an VIII, il est nommé juge au tribunal civil de Vervins.

## Sources
- « Jean-Barthélémy de Launoy », dans Adolphe Robert et Gaston Cougny, Dictionnaire des parlementaires français, Edgar Bourloton, 1889-1891 [détail de l’édition]